# Lufthansa Cargo
Lufthansa Cargo AG — німецька авіакомпанія, яка спеціалізується на перевезенні вантажів та наданні логістичних послуг зі штаб-квартирою у Building 451, Франкфурт. Належить Lufthansa. Lufthansa Cargo не тільки самостійно виконує перевезення власним флотом, але й забезпечує перевезення вантажів регулярними пасажирськими рейсами Lufthansa, а також Condor, SunExpress та Austrian Airlines.
У проміжку з 1977 по 1993 роки Lufthansa вже мала вантажний підрозділ під назвою German Cargo. Потім цей підрозділ був влитий у материнську компанію та розділений на два напрями. Один займався перевезеннями вантажів регулярними рейсами Lufthansa, другий — чартерними перевезеннями вантажів.
Lufthansa Cargo заснована 30 листопада 2004 року. Довгий час авіакомпанія лідирувала за обсягами міжнародних перевезень вантажів, проте за останні роки втратила лідерство під натиском Cathay Pacific та Korean Air Cargo. Нині близько половини прибутки авіакомпанії приносить діяльність у Азійсько-Тихоокеанському регіоні, а чверть — у Північній Америці.
У 2000 році Lufthansa Cargo була однією з засновниць WOW Alliance, проте у 2007 вийшла з нього, через «відсутність переваг перебування в альянсі».

## Аварії
- 7 липня 1999 року Boeing 727-243, орендований в індійської компанії Hinduja Cargo Services[en], врізався в пагорб незабаром після зльоту з аеропорту Трібхуван в Катманду, виконуючи рейс 8533 в Делі. Загинули всі 5 членів екіпажу.

- 27 липня 2010 року літак McDonnell Douglas MD-11 здійснив жорстку посадку в міжнародному аеропорті імені Короля Халіда, Ер-Ріяд (Саудівська Аравія). Оба члени екіпажу, єдині люди на борту, отримали поранення, але вижили. Докладніше: Аварія MD-11 в Ер-Ріяді

## Флот

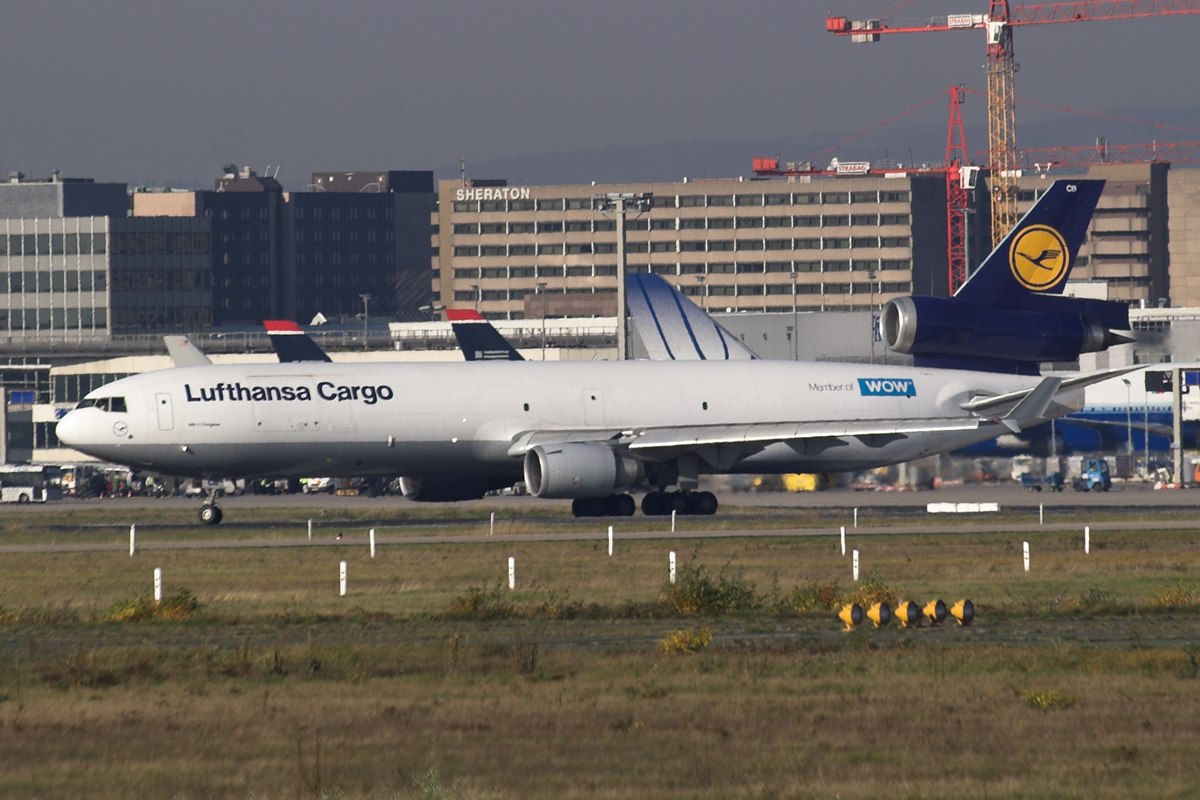
Lufthansa Cargo McDonnell Douglas MD-11F у Міжнародному Рейн-Майнському аеропорту Франкфурта-на-Майні (2006), з логотипом WOW Alliance

Флот на січень 2019: